# WTA Challenger de Seul
O WTA de Challenger Seul – ou Hana Bank Korea Open, na última edição – foi um torneio de tênis profissional feminino, de nível WTA 125.
Realizado em Seul, capital da Coreia do Sul, estreou em 2021 e durou uma edição. Os jogos eram disputados em quadras duras durante o mês de dezembro.

## Finais

### Simples
| Ano  | Campeã  | Vice-campeã         | Resultado |
| ---- | ------- | ------------------- | --------- |
| 2021 | Zhu Lin | Kristina Mladenovic | 6–0, 6–4  |

### Duplas
| Ano  | Campeãs                | Vice-campeãs                              | Resultado |
| ---- | ---------------------- | ----------------------------------------- | --------- |
| 2021 | Choi Ji-hee Han Na-lae | Valentini Grammatikopoulou Réka-Luca Jani | 6–4, 6–4  |